# Nhóm ngôn ngữ Gallo-Ý
Nhóm ngôn ngữ Gallo-Ý, Gallo-Itali, Gallo-Calupine hoặc đơn giản là Calupine tạo thành phần lớn của nhóm ngôn ngữ Rôman tại miền bắc Italy. Chúng gồm những ngôn ngữ: Piemonte, Lombard, Emilia-Romagna và Liguria. Tiếng Veneto thường được coi là một trong những ngôn ngữ Ý-Dalmatia; tuy nhiên, một số ấn phẩm cho rằng nó thuộc nhóm Gallo-Ý.
Các ngôn ngữ Gallo-Ý có các đặc điểm của cả hai nhóm ngôn ngữ Gallo-Rôman ở phía tây bắc (bao gồm tiếng Pháp và tiếng Occitan) và nhóm ngôn ngữ Ý-Dalmatia ở phía nam (bao gồm tiếng Ý).
Vì điều đó, một số nhà ngôn ngữ đôi khi nhóm nó với nhóm ngôn ngôn ngữ Gallo-Rôman, nhưng các nhà ngôn ngữ học khác nhóm chúng trong Ý-Dalmatia.

## Phân bố địa lý
Theo truyền thống ở Bắc Ý, miền nam Thụy Sĩ, San Marino và Monaco, hầu hết các ngôn ngữ Gallo-Ý đã nhường chỗ việc sử dụng hàng ngày cho các phương ngữ Ý. Phần lớn người nói hiện tại là song ngữ với tiếng Ý. Những ngôn ngữ này vẫn được người di cư Ý sử dụng ở các quốc gia có cộng đồng người nhập cư Ý. Phương ngữ tiếng Liguria được nói ở Monaco được chính thức hóa là phương ngữ Monaco (Munegascu).

## Phân loại chung
- Gallo-Ý
  - Tiếng Piemonte
  - Tiếng Liguria
  - Tiếng Lombard
    - Phương ngữ Lombard Tây
    - Phương ngữ Lombard Đông

  - Tiếng Emilia-Romagna
    - Phương ngữ Emilia
    - Phương ngữ Romagna

  - Gallo-Ý tại Sicily
  - Gallo-Ý tại Basilicata

## Biến thể tách biệt ở Sicily
Ngôn ngữ Gallo-Ý cũng được tìm thấy ở Sicilia ở các khu vực trung đông của hòn đảo. Nó là kết quả của việc số lượng lớn người nhập cư từ miền Bắc Italy, được gọi là người Lombard, trong những thập kỷ sau cuộc chinh phục của người Norman tại Sicilia (khoảng 1080 đến 1120). Với thời gian bị sáp nhập và ảnh hưởng từ chính tiếng Sicilia, ngôn ngữ này khác biệt rõ rệt với tiếng gốc của vùng phía bắc của Bologna. Các trung tâm lớn nơi các phương ngữ này vẫn có thể được nghe thấy ngày nay bao gồm Piazza Armerina, Aidone, Sperlinga, San Fratello, Nicosia và Novara di Sicilia. Các phương ngữ miền Bắc Ý không còn tồn tại ở một số thị trấn thuộc tỉnh Catania, nơi đã phát triển các cộng đồng lớn của người Bologna trong thời kỳ này, cụ thể là Randazzo, Paternò và Bronte. Trong trường hợp tại San Fratello, một số nhà ngôn ngữ học cho rằng có lẽ ban đầu nó có nhiều yếu tố của tiếng Franco-Provençal, hơn chính bản thân Bologna.